# Maryam al-Khawaja
Maryam al-Khawaja er en bahrainsk menneskerettighedsforkæmper. Hun er datter af den bahrainske menneskerettighedsforkæmper Abdulhadi al-Khawaja og tidligere leder af the Gulf Center for Human Rights (GCHR).
Hun er nu særlig advocacy-rådgiver i GCHR, og arbejder som konsulent for NGO’er. Hun er bestyrelsesmedlem i International Service for Human Rights and No Hiding Place.
Hun er desuden næstformand for bestyrelsen i the Urgent Action Fund.

## Barndom, ungdom og skolegang
Al-Khawaja blev født i Syrien i 1987. Hun er datter af Khadija Almousawi og Bahrainsk-danske menneskerettighedsaktivist Abdulhadi al-Khawaja. Hendes far havde været eftersøgt i Bahrain siden midt-80'erne. Da Maryam var to år gammel, fik familien politisk asyl i Danmark. Familien blev i Danmark frem til 2001, hvor de fik tilladelse til at vende tilbage til Bahrain 
Efter at have taget sin uddannelse ved Bahrains Universitet i 2009 som BA i English Literature og American Studies, tog Al-Khawaja et år til USA på et Fulbright stipendiat på Brown Universitet. Hun kunne dog ikke finde arbejde indenfor sit felt da hun vendte hjem til Bahrain i midten af 2010, på grund af hendes fars arbejde for menneskerettigheder i Bahrain. I stedet gik hun ind i organisationen Bahrain Centre for Human Rights som hendes far var med til at starte.